# Гроспетерсдорф
Гроспетерсдорф (нім. Großpetersdorf, угор. Nagyszentmihály, хорв. Veliki Petrštof) — місто та громада на сході Австрії в окрузі Оберварт у федеральній землі Бургенланд.

## Склад громади
- Гроспетерсдорф (нім. Großpetersdorf, 2534 осіб)
- Клайнпетерсдорф (нім. Kleinpetersdorf, 283 осіб)
- Клайнцікен (нім. Kleinzicken, 123 осіб)
- Мідлінгдорф (нім. Miedlingsdorf, 236 осіб)
- Вельгерсдорф (нім. Welgersdorf, 363 осіб)

## Історія
Перша достовірна згадка про місто Гроспітерсдорф виходить з документа угорського короля Владислава IV. У середині 16 століття місто було заселене переважно хорватами. До 1920 року місто належало до Угорщини. Після Першої світової війни місто відійшло до новоствореної республіки Бургенланд. У 1922 Бургенланд став частиною Австрії. 26 березня 1921 року місто відвідав інкогніто австро-угорський імператор Карл I. До кінця Другої світової війни Гроспітерсдорф і його околиці були в зоні бойових дій. У 1971 році місто віднесене до общини Ябінг. З 1992 року Гроспетерсдорф отримав статус общини.

## Населення
Згідно з переписом 2011 року населення становило 3550 осіб.

## Політика
У міську раду входить 25 депутатів. З 2012 року 13 місць займають представники СДПА (Соціал-демократична партія Австрії), 10 місць — АНП (Австрійська народна партія), 1 місце — АПС (Австрійська Партія Свободи), 1 місце — Партії Зелених.
Мером міста з 2007 року є Вольганг Таусс із СДПА. У 2012 році він переобраний на другий термін.